# Бирюкова, Ирина Васильевна
Ирина Васильевна Бирюкова (род. 6 декабря 1964), в девичестве Саморокова — российская легкоатлетка, специалистка по бегу на средние дистанции. Выступала на профессиональном уровне в 1990-х годах, обладательница бронзовой медали Игр доброй воли в Санкт-Петербурге, чемпионка России в беге на 800 метров, победительница и призёрка первенств всероссийского значения, участница ряда крупных международных стартов. Представляла Иркутскую область.

## Биография
Ирина Саморокова родилась 6 декабря 1964 года.
Впервые заявила о себе на международном уровне в сезоне 1992 года, когда вместе с соотечественницами одержала победу в эстафете 4 × 800 метров на соревнованиях в Шеффилде.
В 1994 году победила на чемпионате России по бегу на 1 милю по шоссе в Москве, прошедшем в рамках соревнований «Кремлёвская миля». В беге на 800 метров превзошла всех соперниц на чемпионате России в Санкт-Петербурге, выиграла бронзовую медаль на Играх доброй воли в Санкт-Петербурге, стала девятой на чемпионате Европы в Хельсинки.
В 1995 году на зимнем чемпионате России в Волгограде получила серебро в дисциплинах 800 и 1500 метров. Принимала участие в чемпионате мира в помещении в Барселоне, где на 800-метровой дистанции финишировала в финале четвёртой. Позднее уже под фамилией Бирюкова в дисциплине 800 метров взяла бронзу на летнем чемпионате России в Москве.
В 1996 году в беге на 1500 метров победила в матчевой встрече со сборной Великобритании в Бирмингеме, выиграла бронзовую медаль на Мемориале братьев Знаменских в Москве.
В 1997 году на зимнем чемпионате России в Волгограде завоевала золотую и серебряную награды в дисциплинах 800 и 1500 метров соответственно. Бежала 800 метров на чемпионате мира в помещении в Париже, став в финале шестой. На Кубке Европы в Мюнхене финишировала в той же дисциплине третьей и тем самым помогла соотечественницам выиграть женский командный зачёт.
В 1998 году в беге на 1500 метров одержала победу на Мемориале Куца в Москве.
В 1999 году стартовала на международных турнирах в Нюрнберге, Праге, Гейтсхеде, Лозанне.